# Cuphea llavea
Cuphea llavea är en fackelblomsväxtart som beskrevs av Juan José Martinez de Lexarza. Cuphea llavea ingår i släktet blossblommor, och familjen fackelblomsväxter. Inga underarter finns listade i Catalogue of Life.

## Bildgalleri

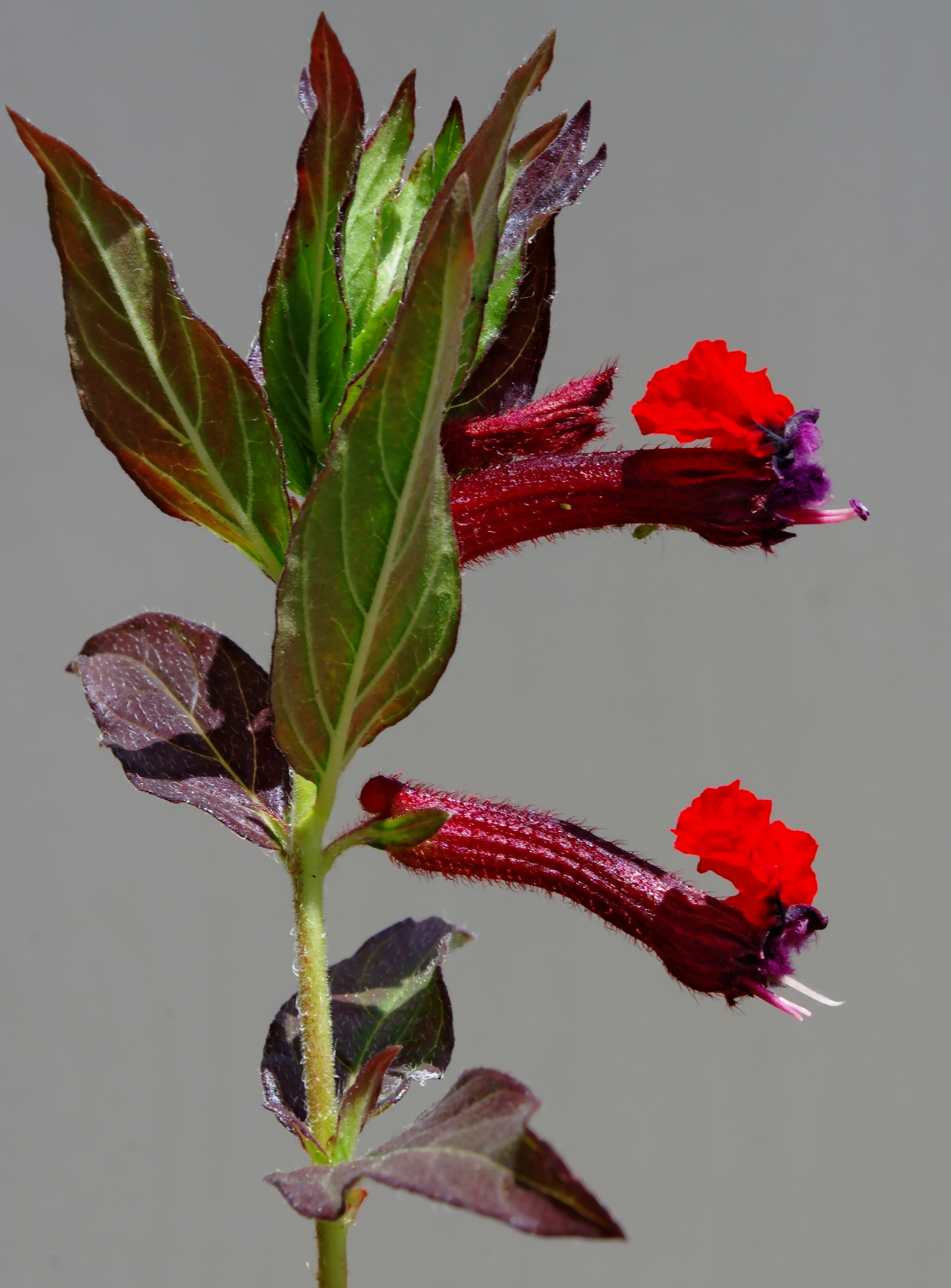
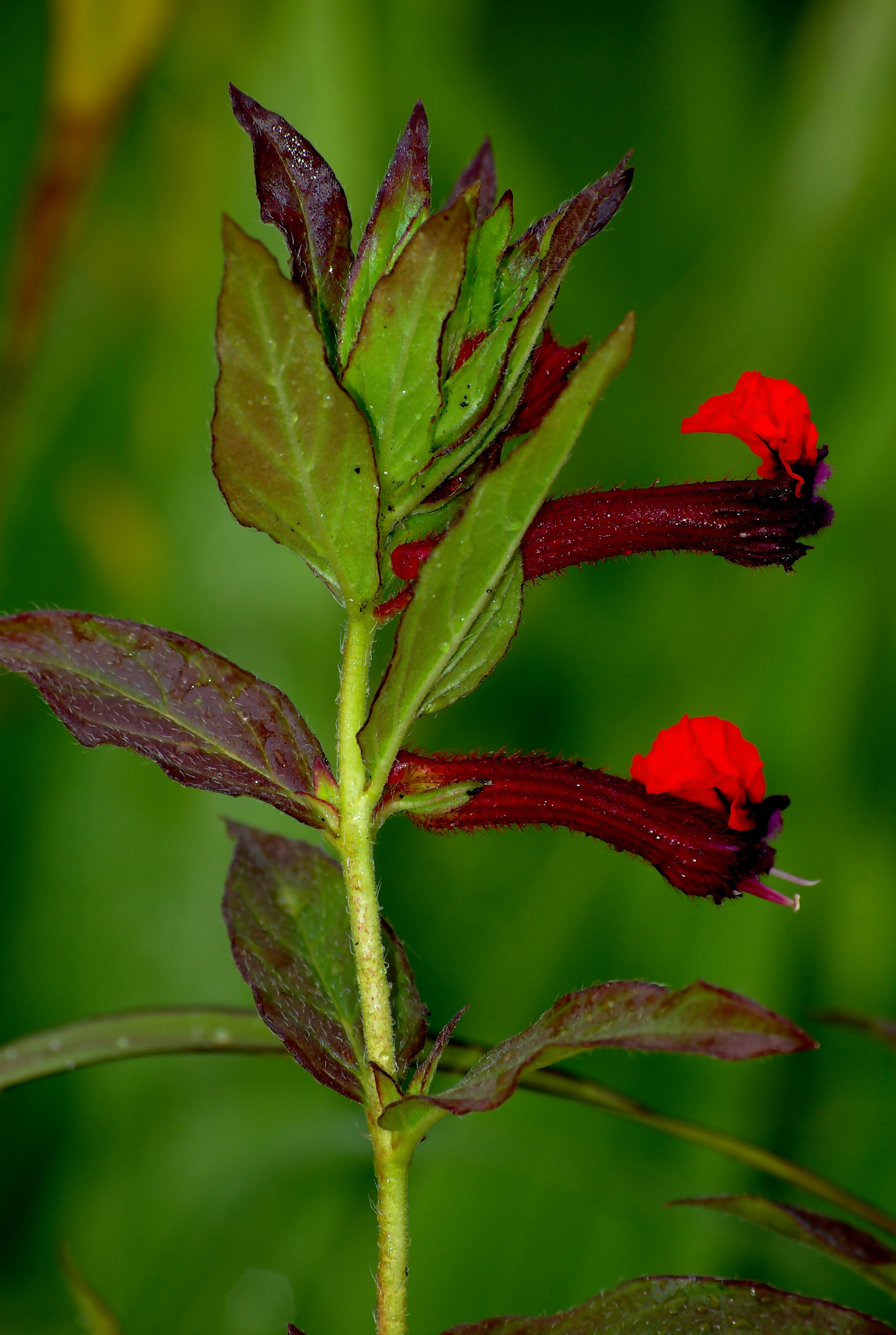
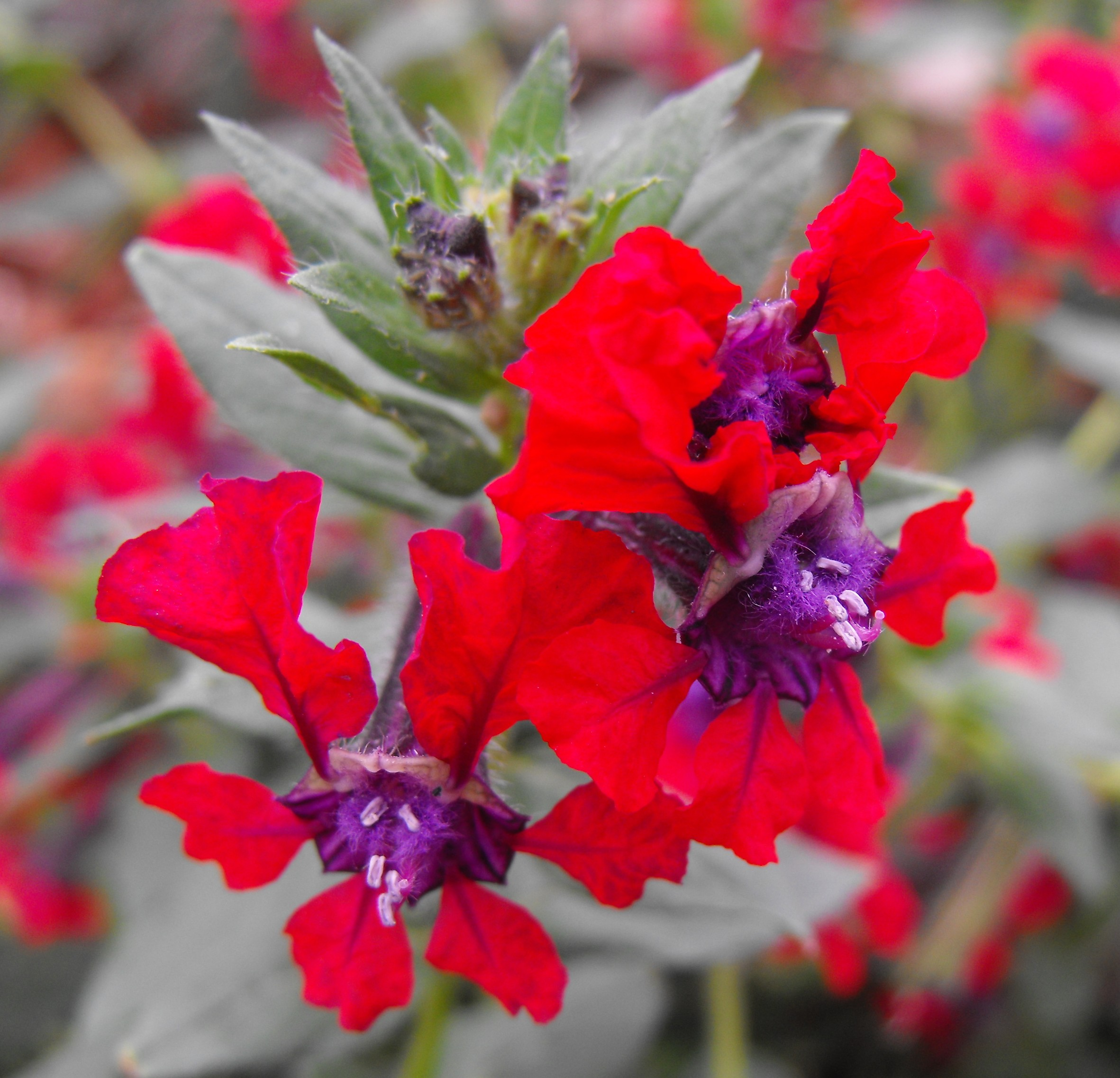
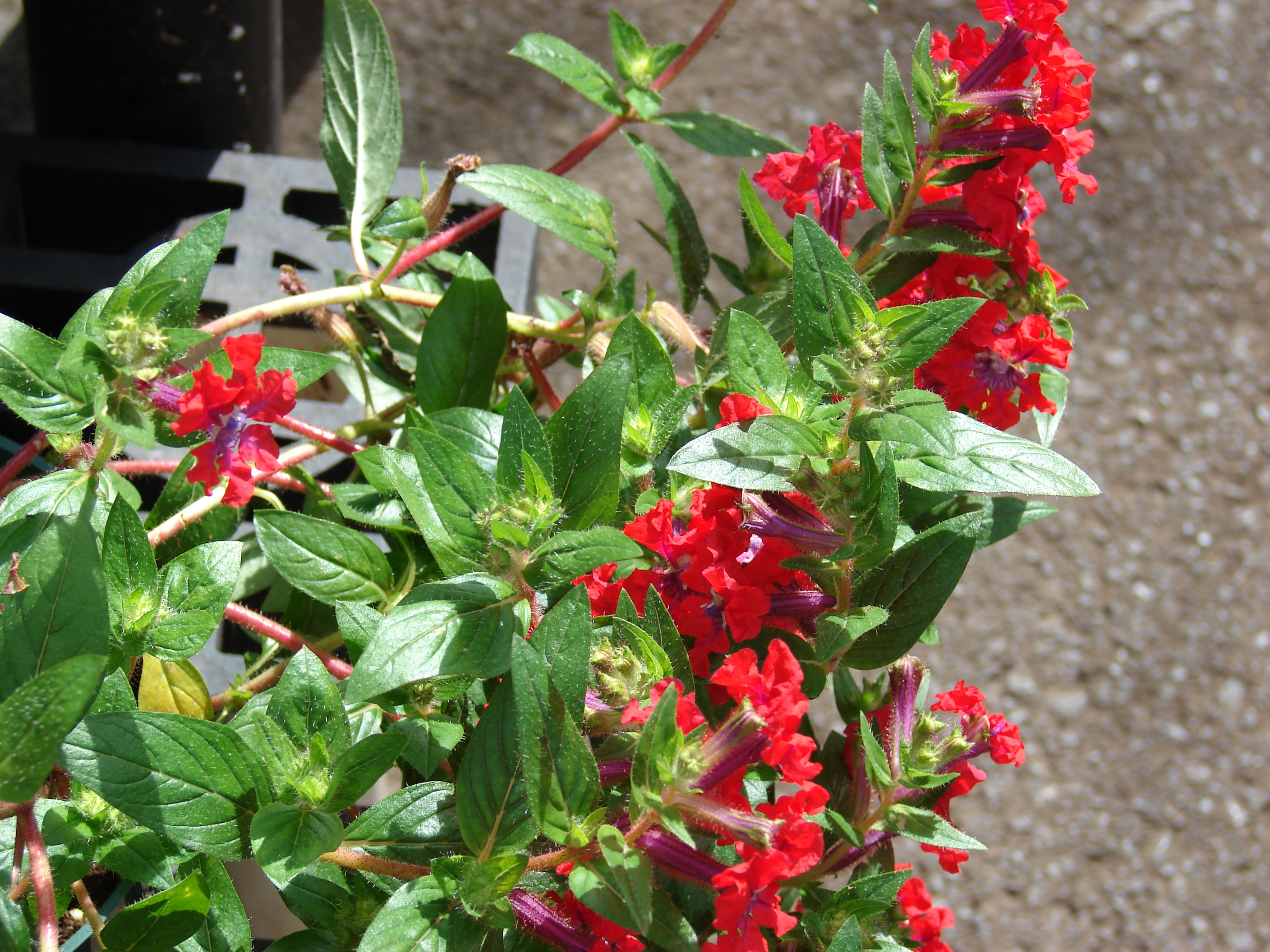